# کوریکو، شیلی
کوریکو، شیلی (به اسپانیایی: Curicó) یک سکونتگاه مسکونی در شیلی است که در استان کوریکو واقع شده‌است.

## خصوصیات
کوریکو ۱٬۳۲۸٫۴ کیلومترمربع مساحت و ۱۳۶٬۹۵۴ نفر جمعیت دارد و ۲۲۸ متر بالاتر از سطح دریا واقع شده‌است.